# ÖZIV Bundesverband
Der ÖZIV Bundesverband – Interessenvertretung für Menschen mit Behinderungen (bis 2015: Österreichischer Zivil-Invalidenverband) ist ein österreichweiter Dachverband, der die Interessen behinderter Menschen vertritt. Der ÖZIV ist eine der größten Behindertenorganisationen in Österreich.

## Geschichte
Der ÖZIV entstand durch den Zusammenschluss regionaler Selbsthilfegruppen und „Krüppelvereine“: 1949 konstituierte sich in Wien der Vorläufer des heutigen ÖZIV Wien, 1962 entstand die Landesorganisation Wien. Als Vorbild diente dabei die 1948 gegründete ÖZIV Landesorganisation Oberösterreich. Bereits 1961 kam es zur Gründung von ÖZIV Landesorganisationen in Salzburg, Tirol und der Steiermark. Mit der Gründung des Bundessekretariats des ÖZIV 1962 war der Grundstein zur heutigen Struktur des ÖZIV gelegt. Die Entwicklung zur österreichweiten Interessenvertretung ging weiter: 1966 wurde die Landesgruppe Kärnten gegründet und 1975 der ÖZIV Vorarlberg. 1979 wurde in Eisenstadt der ÖZIV Burgenland gegründet. Im Jahr 1995 wurde der letzte Schritt zur Entwicklung zur österreichweiten Behindertenorganisation gemacht: Aus der Wiener Landesorganisation entstand der ÖZIV Niederösterreich als eigener Verein.

## Organisation
Der Verband vertritt ca. 20.000 Mitglieder. Vom ÖZIV Bundesverband werden österreichweite Aktivitäten geplant und koordiniert. Dem Bundesverband, einem rechtlich selbständigen Verein, gehören die einzelnen Landesgruppen, einige Sektionen, sowie fördernde Mitglieder an. In den Bundesländern bestehen Landes-, Bezirks- und Ortsgruppen. ÖZIV steht für Österreichweite Zukunftsorientierte Interessenvertretung für Menschen mit Behinderungen.

## Interessenvertretung
Der Verband setzt sich dafür ein, dass Menschen mit Behinderung die Rahmenbedingungen für eine selbstbestimmte und gleichberechtigte Lebensführung geboten werden. Seine Struktur (Landesorganisationen, Bezirksgruppen, Ortsgruppen und Sektionen) soll es dem ÖZIV ermöglichen, auf Bundes-, Landes- und Gemeindeebene tätig zu werden. Dadurch sollen die Interessen behinderter Menschen nicht nur in Bundes-, sondern auch in die Landes- und Kommunalpolitik einfließen.
So ist der ÖZIV z. B. im Bundesbehindertenbeirat, im Kündigungsausschuss, in der ÖAR und im Sozial- und Gesundheitsforum im Hauptverband der österreichischen Sozialversicherungsträger vertreten. Im Jahr 1993 waren der ÖZIV und die ÖZIV-Funktionäre an der Entstehung des Pflegegeldgesetzes beteiligt. An der Realisierung des Behindertengleichstellungsgesetzes (BBStG) hatte der ÖZIV ebenfalls Anteil.

## Angebote
Vom ÖZIV-Angebot können auch Nichtmitglieder des ÖZIV Gebrauch machen. So bietet ÖZIV SUPPORT seit 2002 in Österreich Coaching und Beratung für Menschen mit Behinderung und/oder chronischer Krankheit an. Bisher wurden mehr als 2.200 Menschen mit Behinderung oder chronischer Erkrankung gecoacht und ca. 13.400 Menschen beraten.
Die ÖZIV-Arbeitsassistenz ist ein Service für Menschen mit körperlichen Einschränkungen oder chronischer Erkrankung und für Unternehmen.
Die Arbeitsassistenten sollen chronisch erkrankte oder behinderte Menschen bei der Jobsuche motivieren und sie dabei unterstützen, einen geeigneten Arbeitsplatz zu finden.
ÖZIV ACCESS ist ein aus zwei Komponenten bestehendes Angebot, das sich an die Wirtschaft richtet. Die ÖZIV-Gleichstellungsberater informieren über das Behindertengleichstellungsgesetz und beraten über den Abbau baulicher Barrieren.
Mit dem ÖZIV-Firmentraining werden Unternehmen im Umgang mit behinderten Menschen (Mitarbeiter oder Kunden) geschult. Die Rechtsdatenbank bietet Informationen um das Thema Behinderung. Mit dem elektronischen Informationsdienst ÖZIV-Newsletter und der viermal im Jahr erscheinenden ÖZIV Inklusiv werden Mitglieder des ÖZIV und Schlüsselpersonen aus Wirtschaft und Politik beteiligt.
Durch Öffentlichkeitsarbeit sollen die Anliegen des ÖZIV der Öffentlichkeit bekannt gemacht werden, der ÖZIV-Medienpreis trägt dazu bei, dass das Thema Behinderung in den Medien diskutiert wird.